# 30 janvier 1923
Le mardi 30 janvier 1923 est le 30e jour de l'année 1923.

## Naissances
- Bennikous Abdelkader (mort le 5 octobre 1992), homme politique algérien
- Leonid Gaïdaï (mort le 19 novembre 1993), réalisateur soviétique
- Maurice Terreau (mort le 22 décembre 2000), joueur français de rugby à XV
- René Bigand (mort le 18 mai 1967), aviateur français

## Décès
- Antoine Jourde (né le 23 septembre 1848), personnalité politique française
- Arthur Kinnaird (né le 16 février 1847), joueur de football britannique
- Columba Marmion (né le 1er avril 1858), moine bénédictin irlandais

## Événements
- Accord gréco-turc qui prévoit l’échange des populations entre les deux pays (1 500 000 Grecs et 500 000 Turcs).
- Ouverture de la station de métro Oranienburger Tor à Berlin